# کتی وات
کتی وات (انگلیسی: Kathy Watt؛ زادهٔ ۱۱ سپتامبر ۱۹۶۴) دوچرخه‌سوار اهل استرالیا بود.
وی در مسابقات کشوری و بین‌المللی در مجموع برندهٔ ۱ مدال طلا، ۱ مدال نقره شده‌است.